# 분산 컴퓨팅 환경
분산 컴퓨팅 환경(Distributed Computing Environment, DCE) 소프트웨어 시스템은 컴퓨팅 분야에서 아폴로 컴퓨터(1989년부터 휴렛 팩커드의 일부), IBM, 디지털 이큅먼트 코퍼레이션 등이 포함된 컨소시엄(1988년 설립)인 개방 소프트웨어 재단(OSF)의 작업을 통해 1990년대 초에 개발되었다. DCE는 클라이언트/서버 응용 프로그램 개발을 위한 프레임워크와 툴킷을 제공한다. 이 프레임워크에는 다음이 포함된다.
- DCE/RPC로 알려진 원격 프로시저 호출(RPC) 메커니즘
- 이름 지정(디렉토리) 서비스
- 시간 서비스
- 인증 서비스
- DCE/DFS로 알려진 분산 파일 시스템(DFS)

DCE는 이전에 제조업체에 의존했던 아키텍처 표준화 방향에서 큰 진전을 이루었다. OSI 모델과 마찬가지로 DCE는 실제 구현에서 큰 성공을 거두지 못했다. 그러나 그 기본 개념은 후속 노력에 더 큰 영향을 미쳤다.